# Анастасян Ашот Гамлетович
Ашот Гамлетович Анастасян (вірм. Աշոտ Անաստասյան; 16 липня 1964, Єреван — 26 грудня 2016) — вірменський шахіст; міжнародний гросмейстер, восьмиразовий чемпіон Вірменії (1983, 1985, 1986, 1987, 1988, 1992, 1994 і 2005), шестиразовий учасник шахових олімпіад (1992, 1994, 1996, 1998, 2000, 2002).
В 1997, 2001 і 2005 роках у складі збірної Вірменії Ашот Анастасян став бронзовим призером командного чемпіонату світу, в 1992 і 2002 рр. бронзовим призером Всесвітніх шахових Олімпіад, а в 1999 році переможцем командного чемпіонату Європи(найкращий результат на 3-й досці). Переможець Кубка Європи серед клубів у складі команди «Єреван» (1995).
Інші значні результати:
- Пловдів (Болгарія, 1987) — 1-е місце;
- Ленінград (СРСР, 1989) — 1-е місце;
- Воскресенськ (Росія, 1992) — 1-2-е місця;
- Москва (1992) — 2-4-е місця;
- Катовиці-опен (Польща, 1993) — 1-2-е місця;
- Єреван (1994) — 1-е місце;
- Тегеран (Іран, 1998) — 1-е місце;
- Париж (Франція, 1999) — 1-е місце;
- Будапешт (Угорщина, 1999) — 1-е місце;
- Абу-Дабі-опен (ОАЕ, 1999) — 1-3-е місця;
- Степанакерт (НКР, 2004) — 3-5-е місця;
- Дубай-опен (ОАЕ, 2005[5]) — 2-10-е місця;
- Абу-Дабі-опен (ОАЕ, 2007[6]) — 1-2-е місця.

## Зміни рейтингу
| На цьому місці має відображатися графік чи діаграма, однак з технічних причин його відображення наразі вимкнено. Будь ласка, не видаляйте код, який викликає це повідомлення. Розробники вже працюють для того, щоби відновити штатне функціонування цього графіка або діаграми. | |
| | На цьому місці має відображатися графік чи діаграма, однак з технічних причин його відображення наразі вимкнено. Будь ласка, не видаляйте код, який викликає це повідомлення. Розробники вже працюють для того, щоби відновити штатне функціонування цього графіка або діаграми. |